# Siedlung Bornheimer Hang
Koordinaten: 50° 8′ N, 8° 43′ O

Häuser der Siedlung in der Wittelsbacher Allee mit Straßenbahn-Strecke in der Mitte der Allee

Die Siedlung Bornheimer Hang ist eine Wohnsiedlung in Frankfurt-Bornheim oberhalb des Bornheimer Hangs. Sie wurde in der zweiten Hälfte der 1920er Jahre im Rahmen des Wohnungsbauprojektes Neues Frankfurt durch den Architekten und Stadtplaner Ernst May geplant. Bauträger war die Aktienbaugesellschaft für kleine Wohnungen. Umliegende Wohngebäude wurden unter anderem von der Nassauischen Heimstätte errichtet.

## Beschreibung und Geschichte

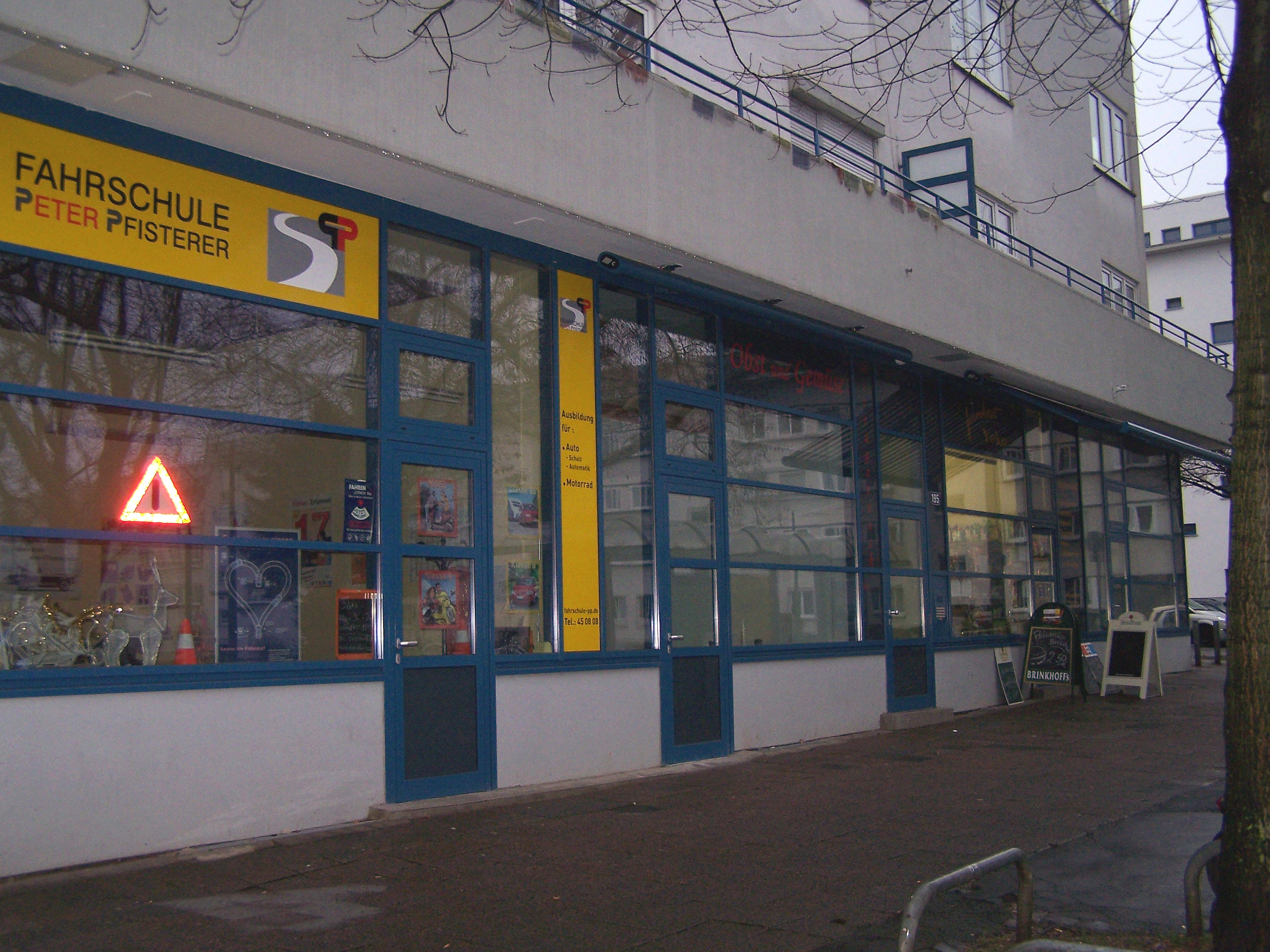
Ladenzeile am Ernst-May-Platz in Häusern der Siedlung an der Wendeschleife der Straßenbahn, Zustand 2009

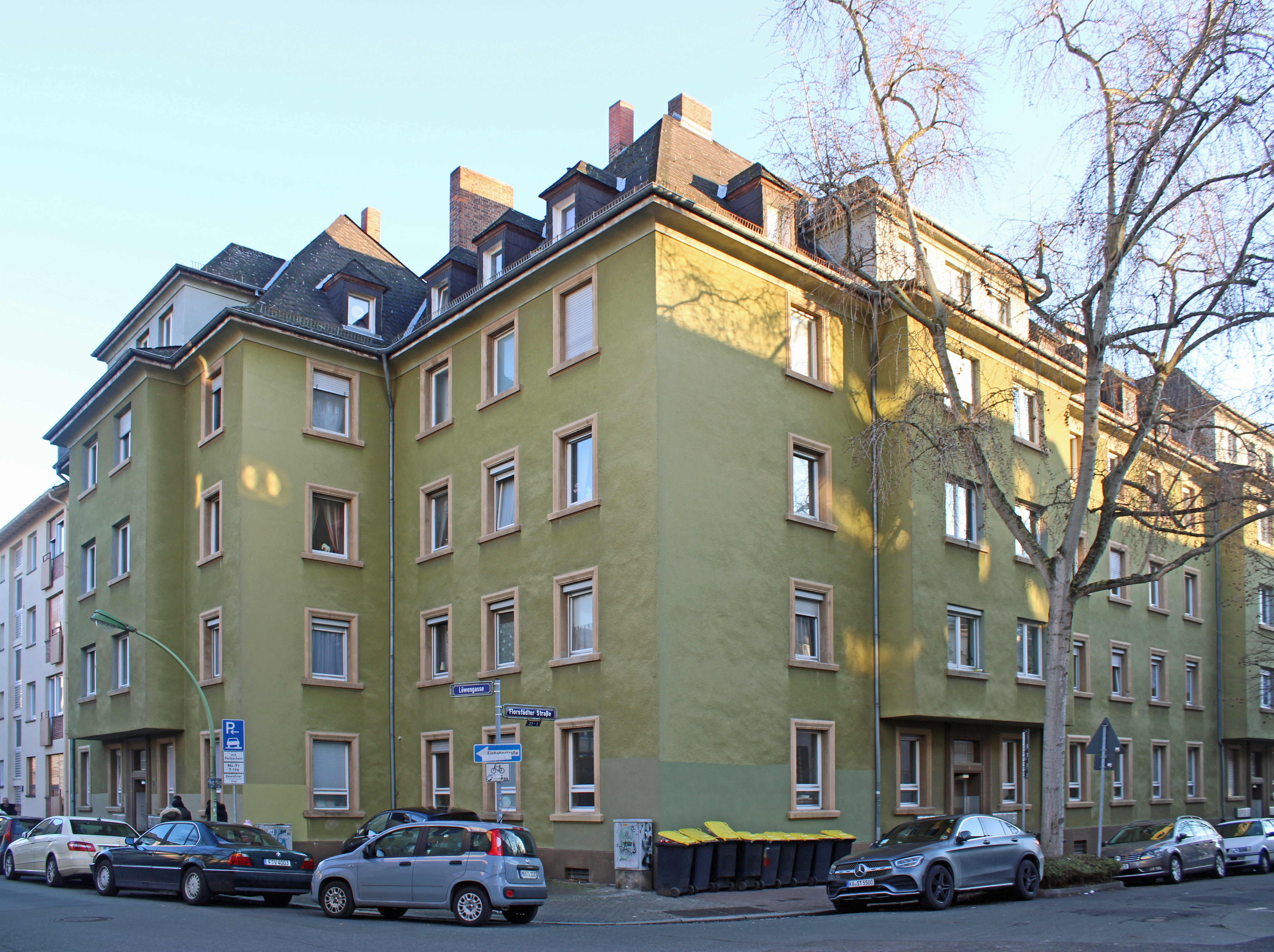
Wohngebäudeensemble mit Spitzgiebeldächern der Nassauischen Heimstätte inmitten der Siedlung Bornheimer Hang an der Ecke Löwengasse/Florstädter Straße, Zustand Januar 2021 vor einer Modernisierung

Der Frankfurter Baustadtrat Ernst May baute mit Herbert Boehm in der Zeit von 1925 bis 1930 am Bornheimer Hang diese große Wohnsiedlung. Im Gegensatz zu fast allen anderen May-Siedlungen handelte es sich um eine Erweiterung bestehender Bebauung, nicht um eine Trabantenstadt. In der Florstädter Straße und der Pestalozzistraße sowie am Pestalozziplatz entstanden zur besseren optischen Anpassung an die umliegende Bebauung anderer Bauträger für Ernst May untypische Häuser mit Spitzgiebel-Dächern, im Gegensatz zu den sonst üblichen Flachdächern. Diese Häuser weisen senkrechte Fensterstreifen der Treppenhaus-Fenster auf. Nur einige Häuser in der Florstädter Straße haben bis heute die ursprüngliche Form der Treppenhaus-Fensterstreifen bis fast auf den Boden bewahrt. Bei den anderen Häusern wurden im Laufe der Jahrzehnte die Haus- und Hoftüren erneuert und damit die Fensterbänder über den Türrahmen gekappt.
Der Bau wurde durch die Verwendung industriell vorgefertigter Teile beschleunigt, so dass in vier Jahren 1234 Wohnungen fertiggestellt werden konnten. Die Gebäude mit Flachdächern besitzen funktional optimierte Grundrisse und einen hohen Freiraumbezug mit einer aufgelockerten Zeilenbauweise und Dachterrassen. Neben Wohnblocks wurden in der Siedlung auch einige Reihenhäuser errichtet. Insgesamt umfasst die Siedlung etwa 1540 Wohnungen (2- und 3-Zimmer-Wohnungen von 55 bis 65 m², ausgestattet mit Frankfurter Küche und Zentralradio). Neben der Siedlung Bornheimer Hang war östlich davon im Riederwald die Rotenbuschsiedlung geplant, die nicht zur Ausführung kam. Das am Ende der Wittelsbacherallee geplante Gemeinschaftshaus wurde ebenfalls nicht verwirklicht, so dass der Platz für den Bau einer Kirche zur Verfügung stand. Die Fläche unter den in zwei Reihen stehenden Platanen in der Wittelsbacher Allee diente lange Zeit als Marktplatz. Ein von Carl-Hermann Rudloff geplantes Hallen-Schwimmbad am Pestalozziplatz wurde nicht gebaut. Später wurde der für das Pestalozzibad vorgesehene Platz für einen Kindergarten und heute für eine Kindertagesstätte genutzt.
Unüblich für Häuser der May-Siedlungen sind die durchgängigen Fensterbänder an den Häusern der Wittelsbacher Allee. Den Bewohnern der Siedlung wurden Gärten am Bornheimer Hang zur Pacht angeboten. Die Häuser in der Ketteler Allee zwischen Löwengasse und Buchwaldstraße sind mit Dachgärten ausgestattet, die von den Bewohnern genutzt werden können, deren Wohnungen keine Balkone haben. Die Parkanlagen am Bornheimer Hang wurden von dem Frankfurter Gartenbaudirektor Max Bromme und seinem Mitarbeiter Ulrich Wolf gestaltet.
Bei den Luftangriffen auf Frankfurt am Main im Zweiten Weltkrieg wurden verschiedene Gebäude wie die Heilig-Kreuz-Kirche beschädigt oder zerstört, wie zum Beispiel das Wohnhaus Florstädter Straße 20, das 1949/1950 in veränderter Form als Doppelhaus wieder aufgebaut wurde (siehe Gedenktafel in der Galerie).
1995 wurde im Zentrum der Siedlung ein Platz an der Einmündung der Inheidener Straße in die Wittelsbacher Allee nach Ernst May benannt. Die dortige Endhaltestelle der Linie 14 der Frankfurter Straßenbahn wurde durch den Betreiber Stadtwerke Frankfurt von Inheidener Straße nach Ernst-May-Platz umbenannt.
Die 2004 vorgesehene Übergabe eines Ladengeschäfts in der Siedlung als Geschäftsstelle an die Ernst-May-Gesellschaft blieb aus.

## Architektur weiterer Gebäude

„Hangkrone“ Heilig-Kreuz-Kirche und Häuser der Siedlung von der Wittelsbacher Allee aus gesehen, 2009

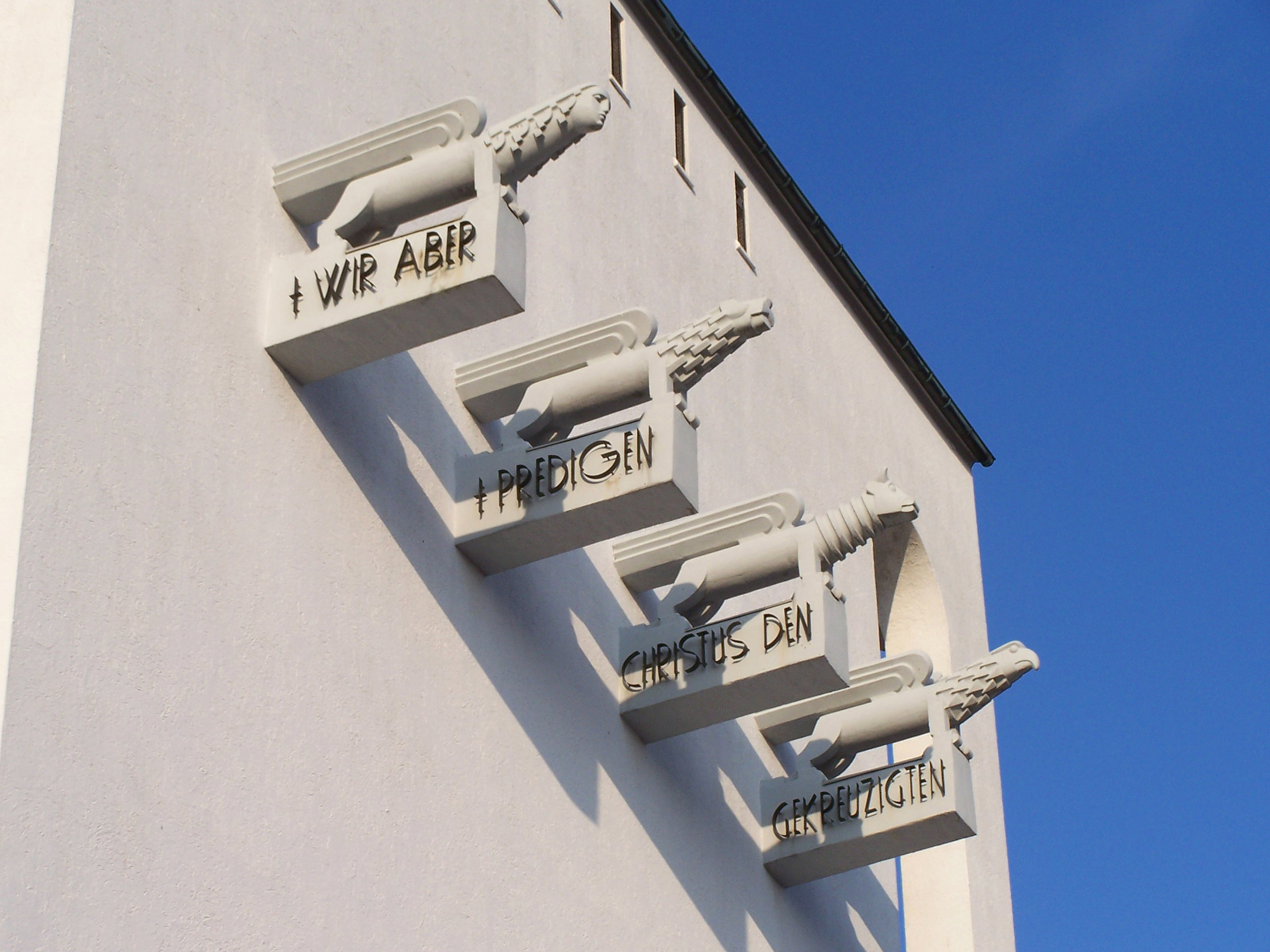
Die die vier Evangelisten symbolisierenden Figuren an der Südseite des Turms der Heilig-Kreuz-Kirche, 2011

### Heilig-Kreuz-Kirche
Zu der Siedlung gehört auch die Heilig-Kreuz-Kirche des Kirchenbaumeisters Martin Weber, die 1929 am östlichen Ende der Wittelsbacher Allee in Stahlskelettbauweise mit einem flachen Satteldach fertiggestellt wurde. Die Kirche bezeichnete der Architekt als „Hangkrone“, da sie von unterhalb des Hangs gesehen den Hang „krönt“. In ihr befindet sich seit dem Juli 2007 die Meditationskirche Heilig-Kreuz – Zentrums für christliche Meditation und Spiritualität des Bistums Limburg. Der Standort der Kirche wurde so gewählt, dass sie für den Betrachter, der die Wittelsbacher Allee in Richtung Bornheimer Hang befährt, direkt in der Mitte des Blickfelds liegt. Durch den Knick, den die Wittelsbacher Allee in Höhe der Straßenbahn-Wendeschleife macht, schaut der Betrachter auf die südwestliche Ecke des Kirchturms und die große Freitreppe. An der südlichen Außenwand des Turmes enden die den Glockenstuhl tragenden Balken in vier geflügelten Tierfiguren mit den Köpfen von Mensch, Löwe, Stier und Adler, die die vier Evangelisten Matthäus, Markus, Lukas und Johannes symbolisieren.

### Jugendhaus
Zu der Siedlung gehört auch ein städtisches Jugendhaus, das sich an der Ecke Ortenberger Straße/Löwengasse gegenüber dem Pfarrhof der Heilig-Kreuz-Kirche befindet und ab 2010 saniert wurde.

### Ladenzeile
An der Wendeschleife und Einsteige-Haltestelle der Straßenbahn am Ernst-May-Platz befindet sich eine Ladenzeile, die auch heute noch dem ursprünglichen Zweck dient und sich im originalgetreuen Aussehen präsentiert.

### Charles-Hallgarten-Schule
Die Charles-Hallgarten-Schule unterhalb des Bornheimer Hangs sollte sich wie auch die Heilig-Kreuz-Kirche im Zentrum der Siedlung befinden. Dadurch, dass die Rotenbuschsiedlung unterhalb des Hangs nicht gebaut wurde, befindet sie sich heute in einer Randlage. Sie ist eine Förderschule (Sonderschule für Lernhilfe), wurde von Ernst May entworfen und steht heute unter Denkmalschutz. Das Gebäude wurde als sogenannte Freiflächenschule im Dreieck zwischen den Stadtteilen Bornheim, Seckbach und Riederwald angelegt; es liegt auf einem großzügigen mit Bäumen bestandenen Grundstücks mitten in einer Reihe von Kleingärten unterhalb des Sportcenter Bornheim der Turngemeinde Bornheim.

Galerie
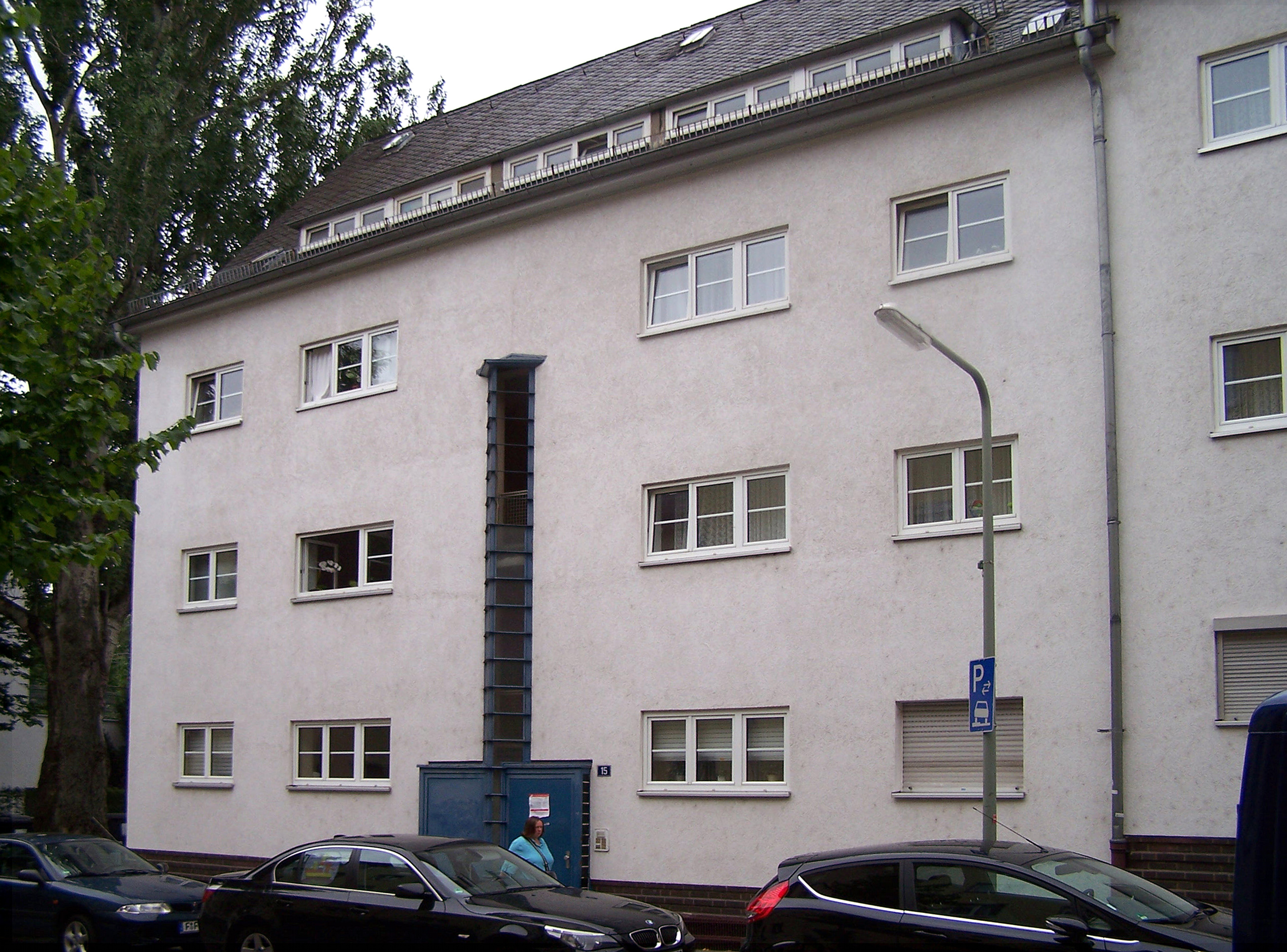
Haus der Siedlung Bornheimer Hang mit Spitzgiebeldach in der Florstädter Straße
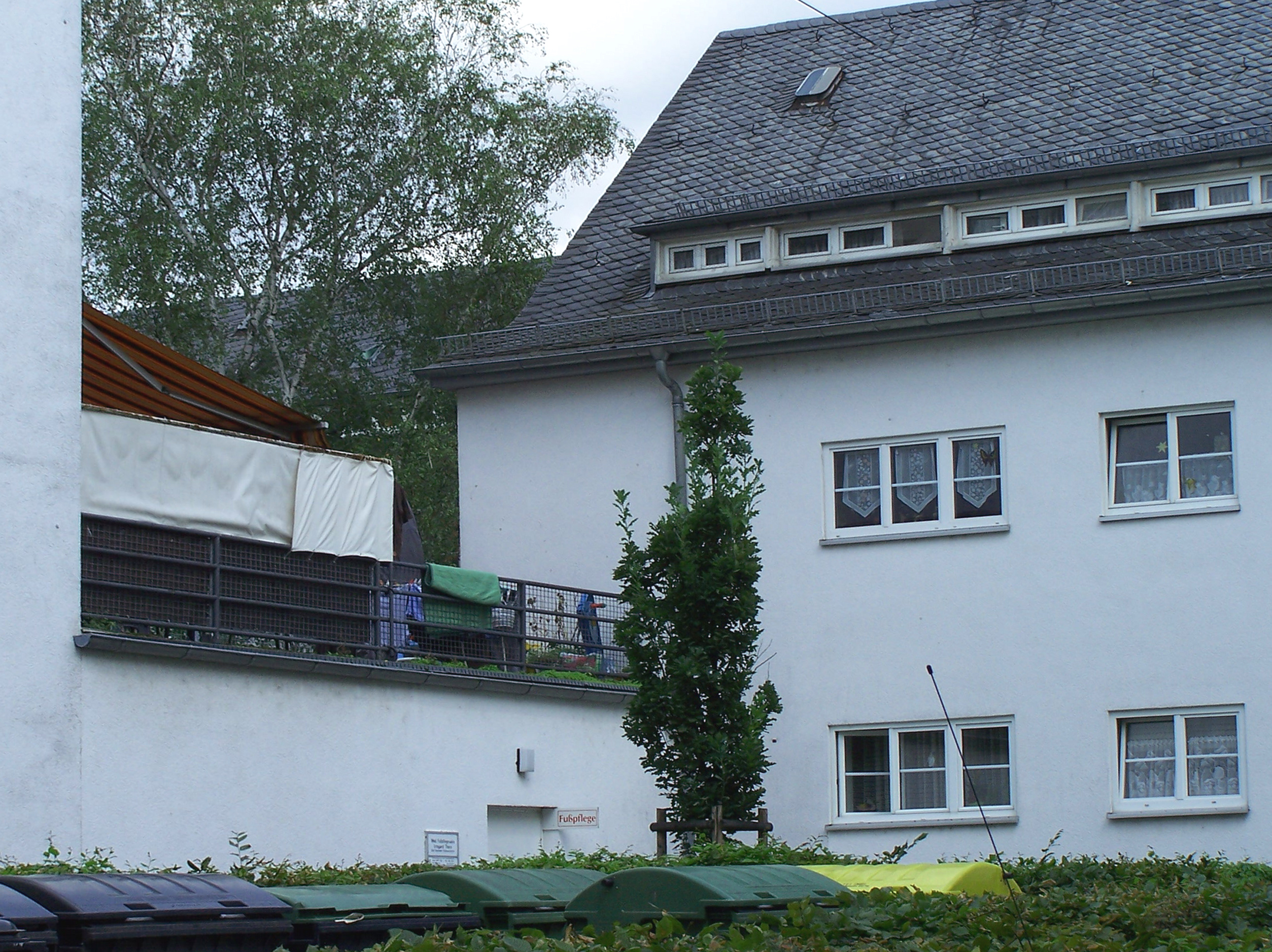
Haus der Siedlung Bornheimer Hang mit Dachterrasse und Spitzgiebeldach in der Pestalozzi Straße
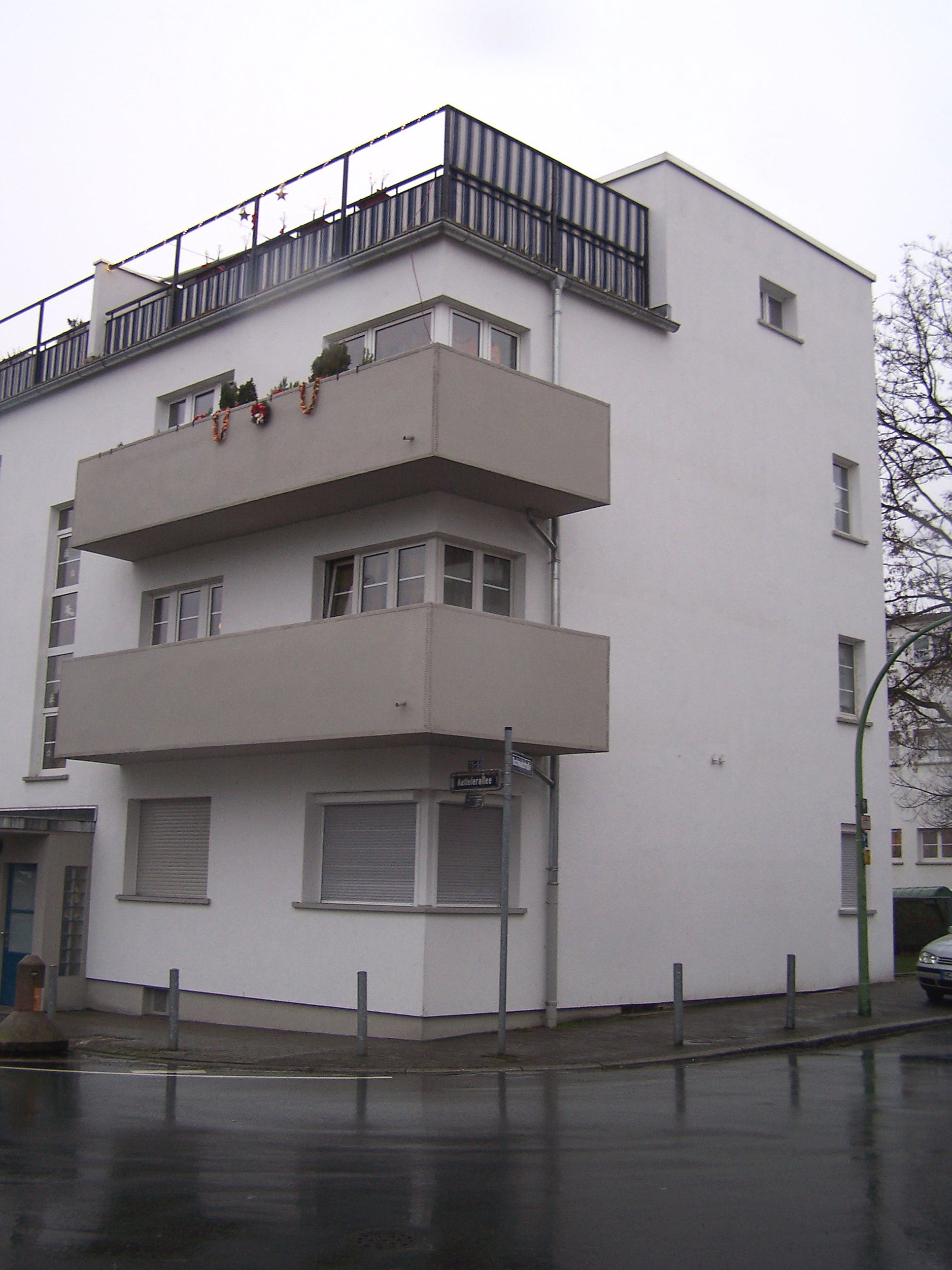
Ecke Kettelerallee Buchwaldstrasse
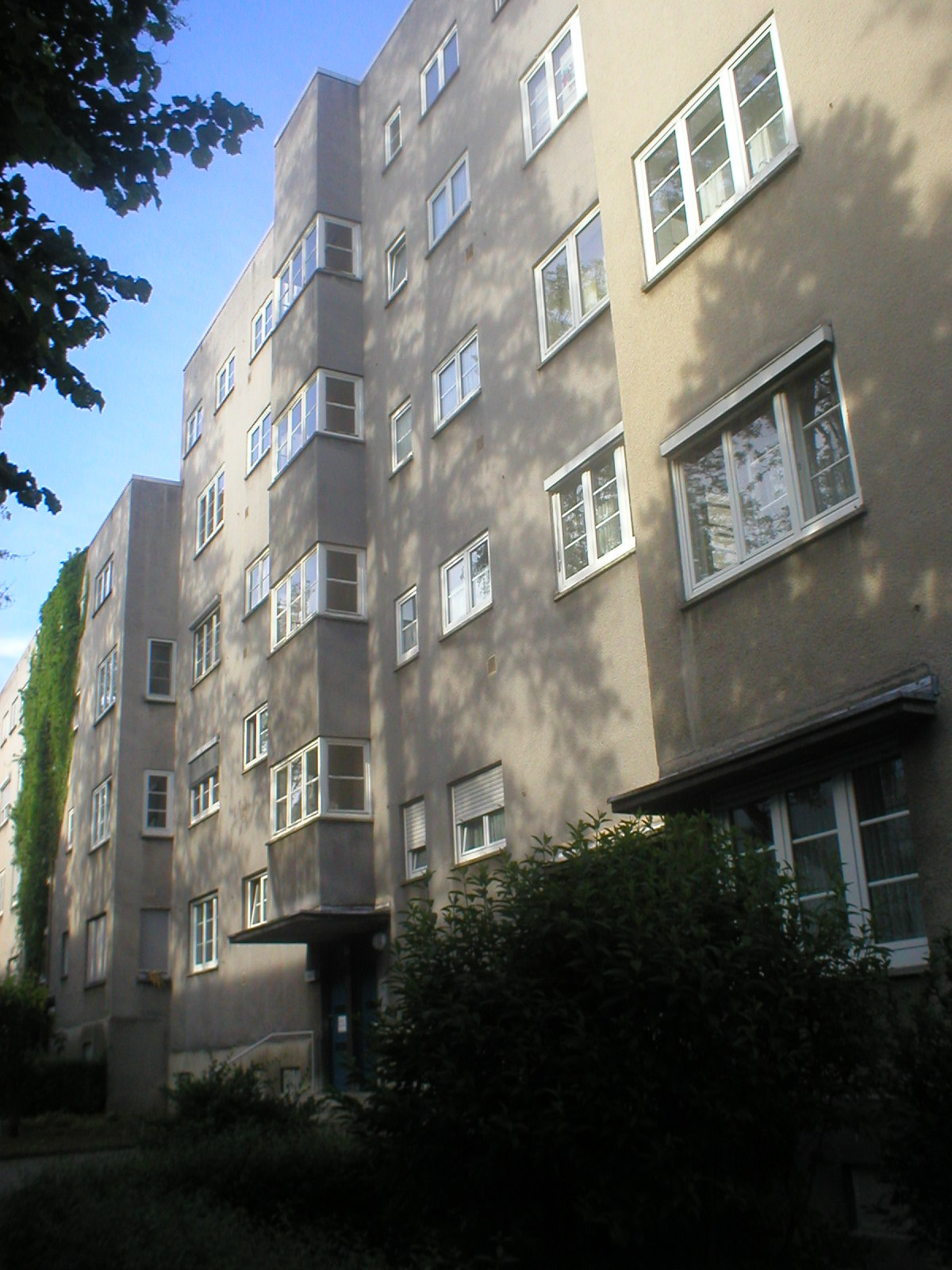
Häuser an der Kettlerallee, Zustand 2003
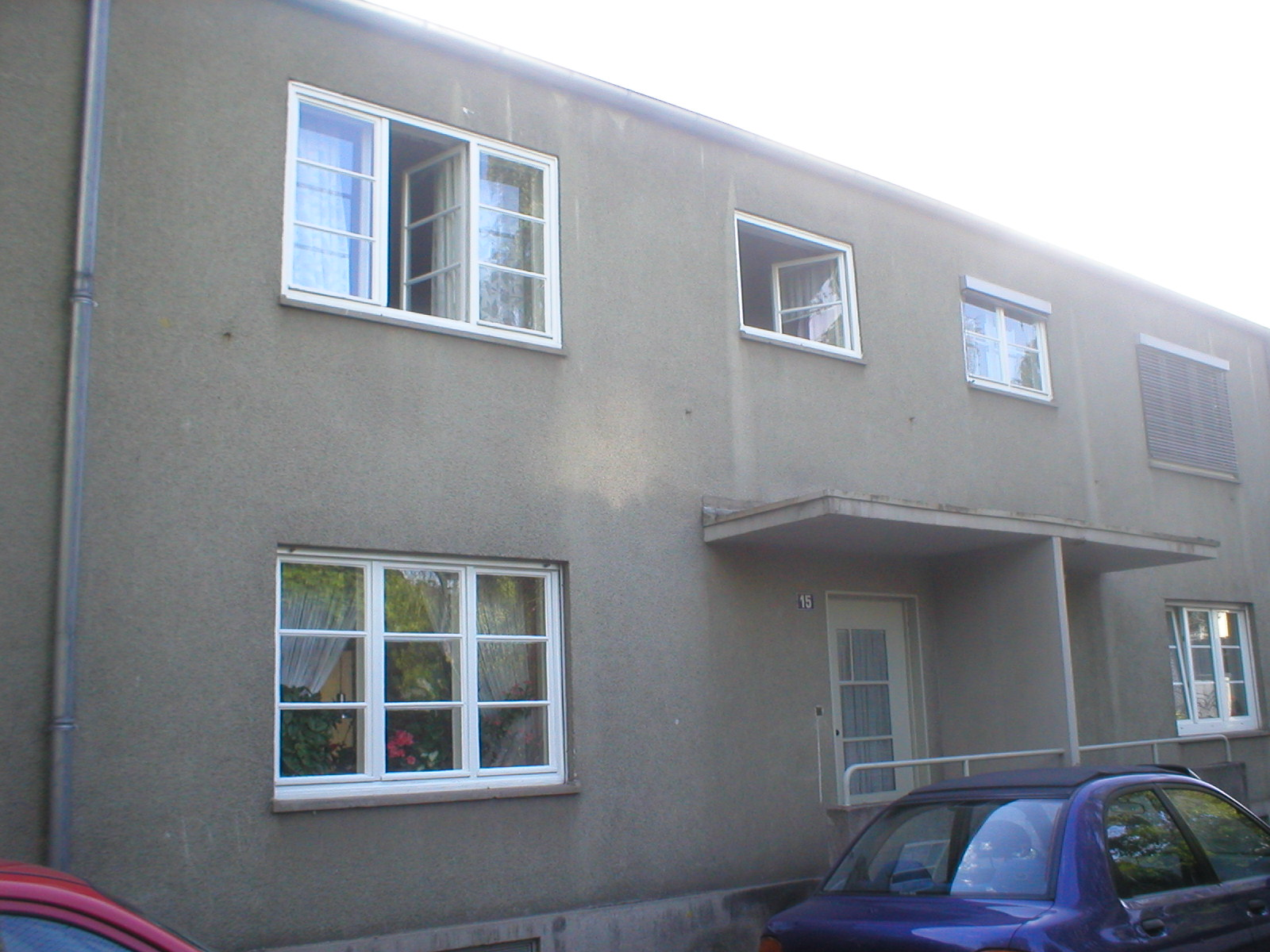
Eines der Reihenhäuser, Zustand 2003
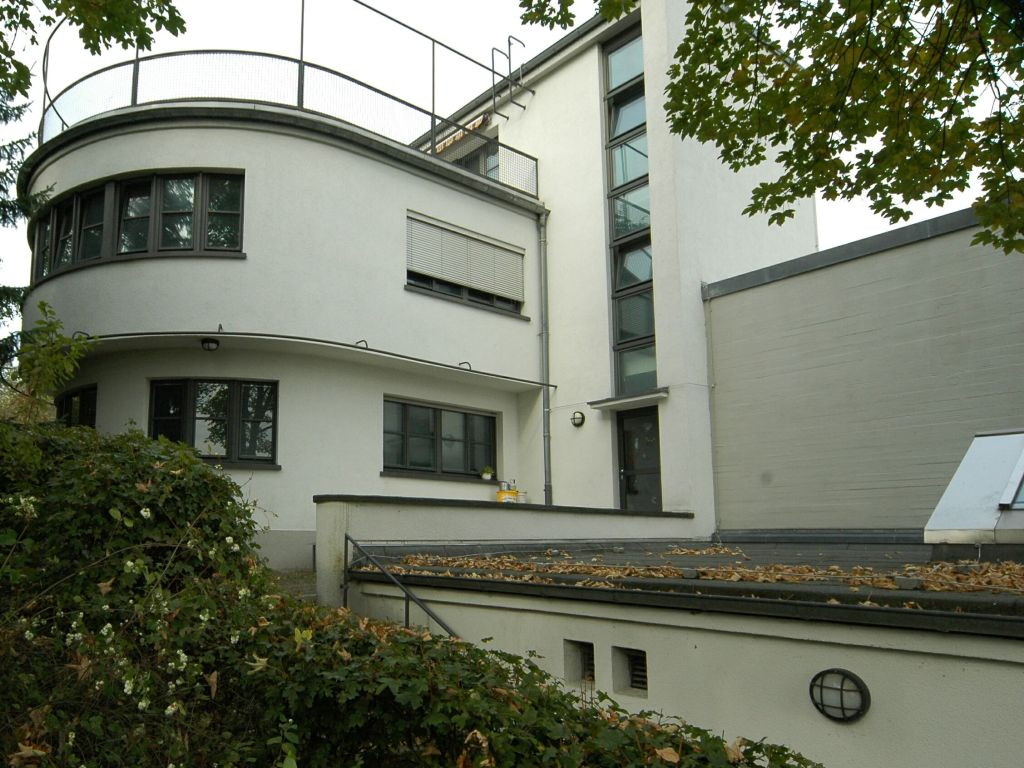
Verwaltergebäude der Charles-Hallgarten-Schule
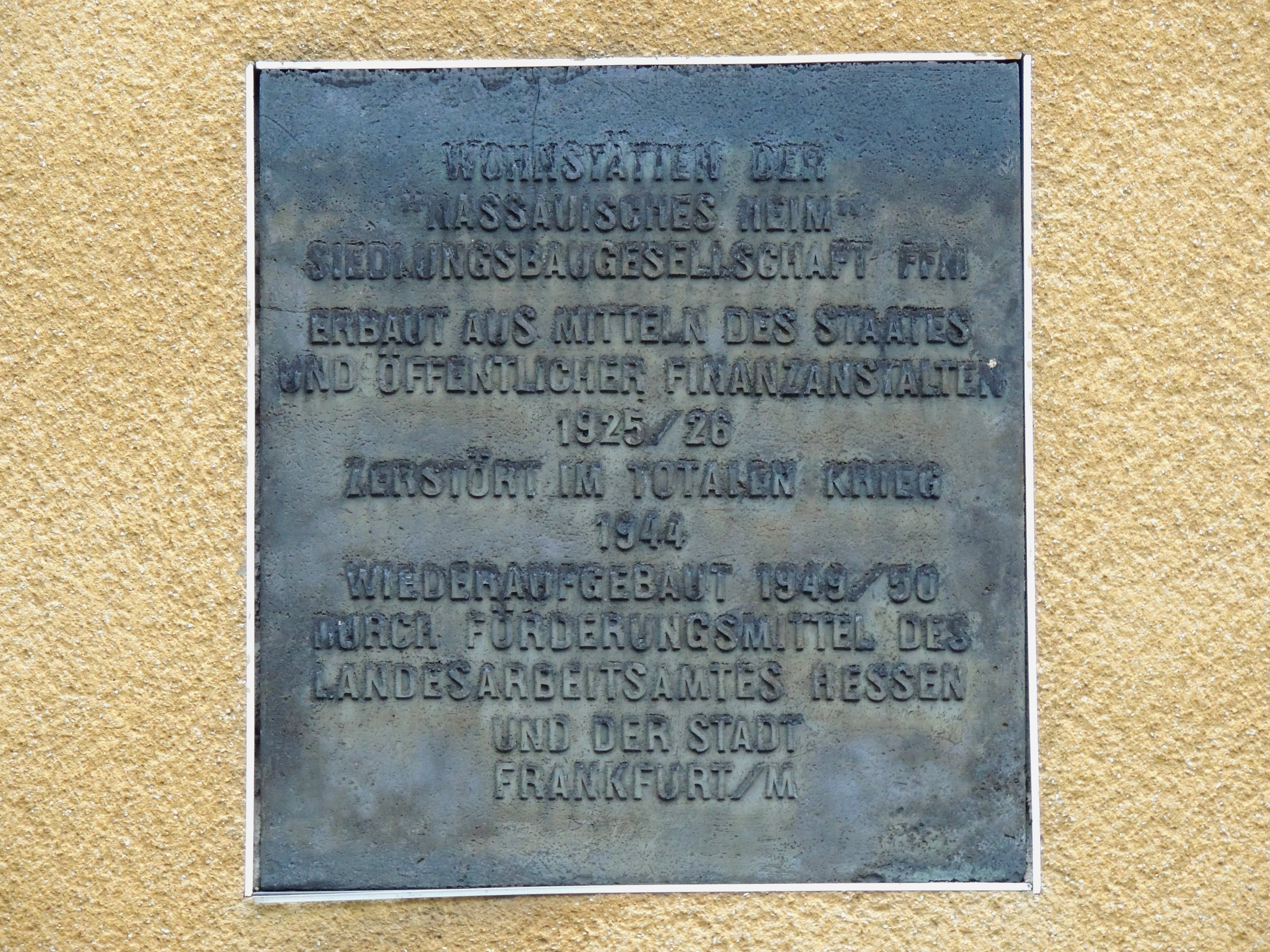
Gedenktafel an dem Wohnhaus Florstädter Straße 20/20a in Frankfurt-Bornheim, Zustand 2013

## Bekannte ehemalige Bewohner
- Mickey Bohnacker (1928–2017), legendärer Fotojournalist, Frankfurter Original

## Denkmalschutz
Die Siedlung Bornheimer Hang steht als Gesamtanlage unter Denkmalschutz. Die Gesamtanlage umfasst die Florstädter Straße 1-23, Inheidener Straße 2-44, 19-31, Karl-Albert-Straße 1-47, 2-48, Karl-Flesch-Straße 1-29, Kettelerallee 25-43, 51-75, Ortenberger Straße 1-57, 42-58, Pestalozzistraße 2-30, Saalburgallee 21-23, 25-37, Wittelsbacherallee 140-190, 157-179,195-201,203-205.

## Verkehrsanbindung

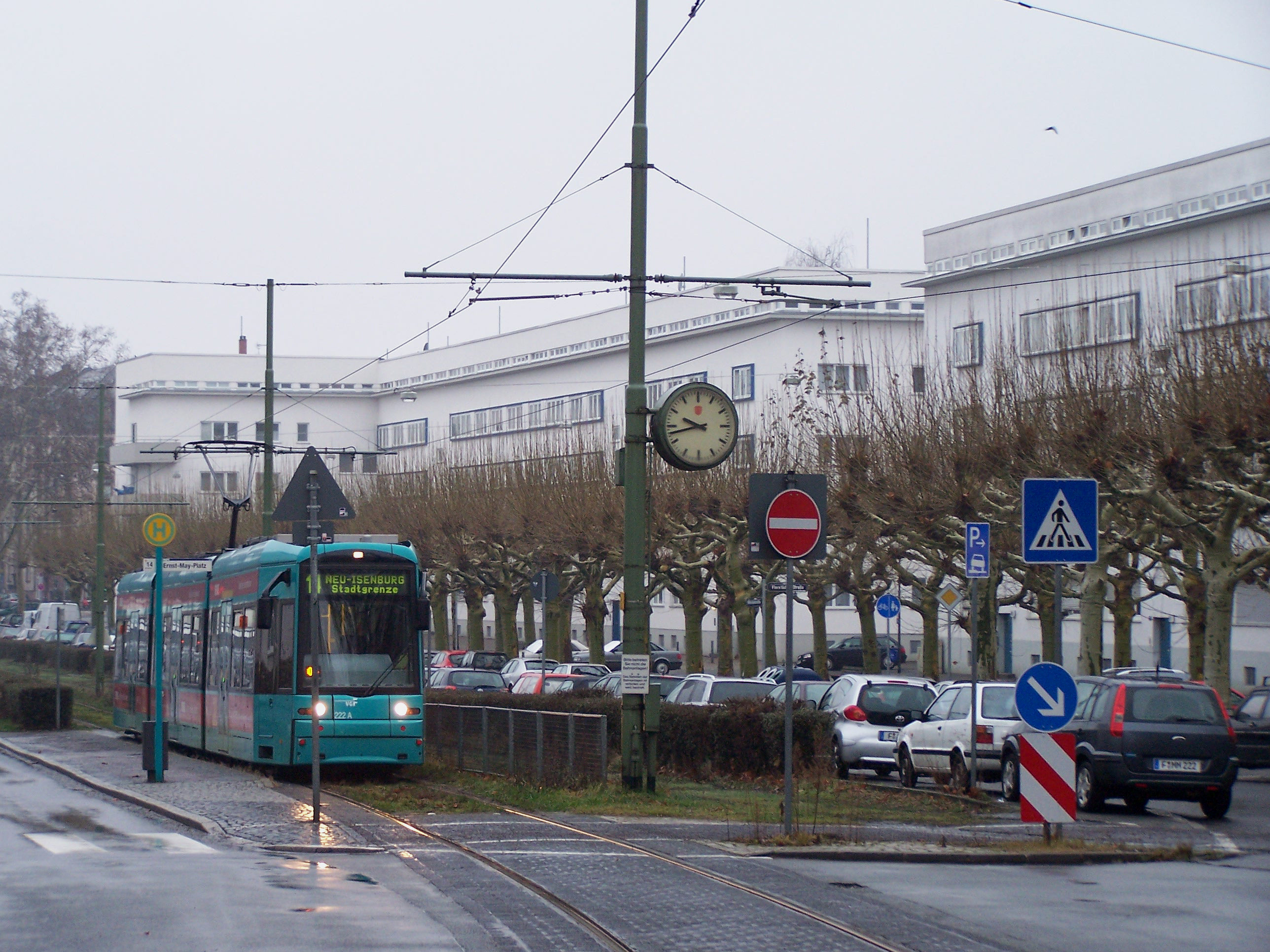
Häuser der Siedlung in der Wittelsbacher Allee und die Endhaltestelle der Straßenbahn

- Am 28. Februar 1931 wurde die Siedlung durch die Frankfurter Straßenbahn für den öffentlichen Personennahverkehr (ÖPNV) erschlossen. Die Endhaltestelle der Linie 14 liegt am nördlichen Ende der Wittelsbacher Allee in der Nähe des Bornheimer Hangs. Am heutigen Ernst-May-Platz am unteren Ende der Inheidener Straße befindet sich die Wendeschleife der Straßenbahn. Sie wird auch von den heutigen Zwei-Richtungs-Triebwagen der VGF noch genutzt. Die Linie 14 verkehrt seit dem Dezember 2018 über die Altstadtstrecke und den Frankfurter Hauptbahnhof zu dem Gustavsburgplatz in Frankfurt-Gallus. Zum Fahrplanwechsel 2019/2020 am 15. Dezember 2019 wurde die Linie 14 bis zur Station Mönchhofstraße verlängert.[9]
- Am 17. November 1952 wurde die Siedlung durch eine weitere Straßenbahnstrecke erschlossen, die an ihr mit den Haltestellen Eissporthalle/Festplatz und Saalburg-/Wittelsbacherallee in der Saalburgallee vorbeiführt. Heute verkehrt dort die Linie 12 von Schwanheim Rheinlandstraße nach Fechenheim Hugo-Junkers-Straße/Schleife.
- Seit dem 30. Mai 1992 wird die Siedlung zusätzlich von der Stadtbahn-Linie U7 der U-Bahn Frankfurt in dem U-Bahnhof Eissporthalle angefahren, der Bestandteil der C-Strecke ist. Von dort aus bestehen Verbindungen nach Enkheim und über die Konstablerwache nach Praunheim-Heerstraße.
- Die Buslinie 38 verbindet die Siedlung mit dem Stadtteilkern und dem Nachbarstadtteil Seckbach sowie die Buslinie 103 nach Offenbach.
- In der Nähe ist außerdem die Anschlussstelle Frankfurt-Ost der Bundesautobahn 661.

## Siehe auch

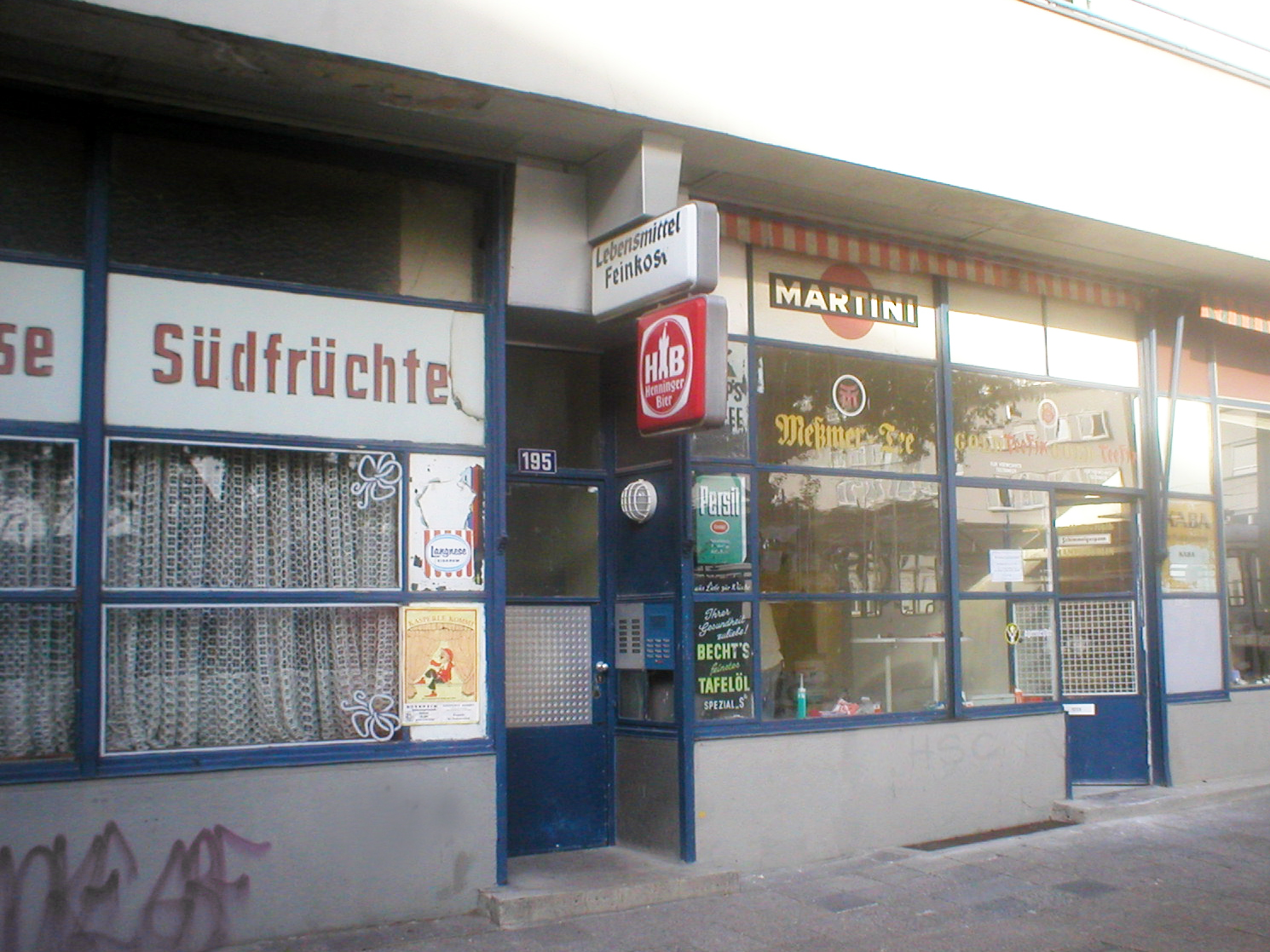
Die Ladengeschäfte am Ernst-May-Platz mit den originalen Stahlfenstern, bis ca. 2006

## Jakobsweg
Unterhalb des Bornheimer Hangs im Osten der Siedlung verläuft ein Zweig des deutschen Jakobswegs. Dieser orientiert sich an dem Verlauf des historischen Fernhandelsweges von Leipzig nach Frankfurt am Main (Des Reiches Straße). Er beginnt in der Bischofsstadt Fulda, führt über Schlüchtern, Steinau an der Straße, Bad Soden-Salmünster, Gelnhausen, Langenselbold, Erlensee und Bruchköbel und gehört zum Netz der Hauptwege der Jakobspilger in Europa, die nach Santiago de Compostela führen. Er führt auf einer Strecke von insgesamt 116 km unterhalb des Bornheimer Hangs an der Heilig-Kreuz-Kirche vorbei über den Ostpark zum Mainufer in die Innenstadt Frankfurts, am Main entlang bis zum Eisernen Steg, auf dem linken Mainuferweg in Richtung Mainz und anschließend weiter nach Trier.